# Rajmil Fischman
Rajmil Abraham Steremberg Fischman (15 de abril de 1956) es un compositor peruano.

## Biografía
Nació en Lima. Estudió en el Conservatorio Nacional de Lima, luego composición en la Academia Rubin de la Universidad de Tel Aviv, Israel con Abel Ehrlich, y en la Universidad de York, Gran Bretaña con John Paynter y Richard Orton, donde obtuvo un doctorado en 1991. También obtuvo un BSc en Ingeniería Eléctrica en el Instituto Israelí de Tecnología (Technion), en 1980. Durante su estadía en York, se unió al Composers’ Desktop Project (CDP), siendo director de este proyecto desde 1988. En el mismo año, fue nombrado catedrático en la Universidad de Keele, donde estableció el programa de maestría en Tecnología Digital Musical (Digital Music Technology) y el laboratorio de Música Computadorizada. 
Ha sido director artístico y director de orquesta principal de la Sociedad Filarmónica de Keele (1990-1995) y director musical en la universidad (1998-2000). Actualmente es ‘Reader’ y director del programa de Tecnología Musical en la Universidad de Keele. 
Se dedica principalmente a la composición de música instrumental y música electroacústica, a la investigación de la teoría de música electroacústica y también al desarrollo de software musical. Sus composiciones han sido interpretadas y transmitidas internacionalmente. Es miembro del Círculo de Composición Peruano (CIRCOMPER).

## Obras
- Sonatina para viola (1984)
- Milim shel Giora para soprano y clarinete (1984)
- Sinfonía nº 1(1984)
- Adagio para 18 instrumentos de cuerda (1985)
- Pini's Songs para soprano y conjunto de cámara (1985)
- Two Moods para 3 flautas, 3 oboes, arpa, piano y 2 percusiones (1986)
- Génesis para narrator y conjunto de cámara (1986)
- Flauta y Guitarra (1987)
- Nostalgias Imperiales, ciclo de canciones para voz y piano (1987, revisada 1989)
- Spacezoo, cinta (1988)
- Magister Ludi para orquesta de cámara (1988)
- Los Dados Eternos para oboe, cinta y procesamiento en tiempo real (1991)
- Dreams of Being, cinta (1991)
- Sin Los Cuatro, cinta (1994)
- Cold FIRE para cuarteto de cuerdas y cinta (1994)
- The Day After... para cuarteto de cuerdas y cinta (1995)
- ‘Dance Suite’ para cuarteto de cuerdas y cinta (1996)
- If Stones Could Have a Brief Word... cinta (1996)
- Alma Latina cinta (1996)
- States and Transitions para clave (1996, revisada 1999)
- Beikvot Havolcano (Paseos sobre un volcán), cinta (1997)
- Barren Lanas, cinta (1997)
- Kol HaTorr, cinta (1998)
- El Picaflor y el Huaco para violín y clave (1999)
- No Me Quedo... (plantado en este verso) para saxo o clarinete, fagot, violonchelo, percusión y cinta (2000)
- Erwin’s Playground cinta (2001)
- And I Think to Myself... cinta (2001, rev. 2002)
- Suite à ‘et ainsi de suite’... cinta (2002)
- A Short Tale cinta (2002)
- Targilim Beivrit Shimushit para voz y cinta (2003)
- Proyecto actual: ¿Te Acuerdas Hijo? (audiovisual)